# ساتیاپرم کی کاتا
ساتیاپرم کی کاتا (انگلیسی: Satyaprem Ki Katha) (تحت اللفظی به معنی، داستان عشق واقعی) فیلمی هندی در ژانر درام عاشقانه محصول سال ۲۰۲۳ به کارگردانی سمیر ویدوانس است. بازیگران اصلی فیلم کارتیک آریان و کیارا ادوانی هستند و بازیگران نقش‌های مکمل گاجراج رائو، سوپریا پاتاک، سیدارت رندریا، آنورادها پاتل و راجپال یاداو هستند.
این فیلم نقدهای مثبتی دریافت کرد و فروش خوبی در گیشه به دست آورد. این اولین همکاری کارتیک آریان با ساجید نادیاوالا است.

## خلاصه داستان
در شهر احمد آباد، ساتیاپریم (کارتیک آریان) پسری از خانواده متوسط و بیکار است که مادر و خواهر شاغل دارد و خودش و پدرش در خانه کار می‌کنند. او از اینکه تنها مجرد محله است گله می‌کند و از خانواده‌اش می‌خواهد که برایش زن بگیرند؛ اما مادرش (سوپریا پاتاک) بی‌توجه به خواسته او، به دنبال داماد برای ساجیل (شیکا تالسانیا) است. ساتو از علاقه‌اش به کاتا (کیارا ادوانی) دختری که سال پیش در مراسم گاربا با او رقصیده به پدرش می‌گوید و چون کاتا با تاپان (آرجون آنجا) رابطه دارد به درخواست ساتو جواب منفی می‌دهد. پدرش به او خبر می‌دهد که کاتا با تاپان بهم زده است و امسال در مراسم می‌تواند او را ببیند و دوباره درخواستش را مطرح کند. در شب مراسم، خانواده کاتا به دلیل اینکه کاتا بیمار شده است بدون او به مراسم می‌آیند. ساتو به توصیه پدرش همان شب به خانه آنها رفته تا کاتا را ببیند و حالش را بپرسد. ساتو، او را در تراس خانه پیدا می‌کند و ناگهان چیزی را در دست کاتا می‌بیند که او را شوکه می‌کند.

## تولید
ابتدا قرار بود نام فیلم (ساتیانارایان کی کاتا) باشد؛ اما بخاطر جنجال‌ها به (ساتیاپریم کی کاتا) تغییر نام داد.  
قرار بود نقش اصلی زن شرادا کاپور باشد که به دلیل اختلاف در دستمزد به کیارا ادوانی رسید. این دومین همکاری ادوانی با آریان پس از فیلم (هزارتو ۲) بود.

## جوایز
این فیلم در ۱۱ رشته نامزد و در ۷ رشته برنده جوایز از جشنواره‌های مختلف بود.

## فیلمبرداری
فیلمبرداری اصلی در ماه سپتامبر ۲۰۲۲ شروع و در آوریل ۲۰۲۳ خاتمه یافت. فیلم در روز ۲۹ ژوئن ۲۰۲۳ اکران شد که نظرات مثبت منتقدان را در پی داشت. فیلم ساتیاپرم کی کاتا به فروشی بالغ بر ۱۱۷٫۷۷ کرور روپیه (۱۵ میلیون دلار آمریکا) در سراسر جهان دست یافت و به یک فیلم موفق تجاری متوسط تبدیل شد.

## نکته
1. ↑   یک نمایش با عنوان هندی «ساتیانارایان کی کاتا» (به معنی: داستان ساتیانارایان), داستان محبوب خاص از ایزد هندو ویشنو (cf. ساتیا پیر).[۵]